# Church of the Province of West Africa

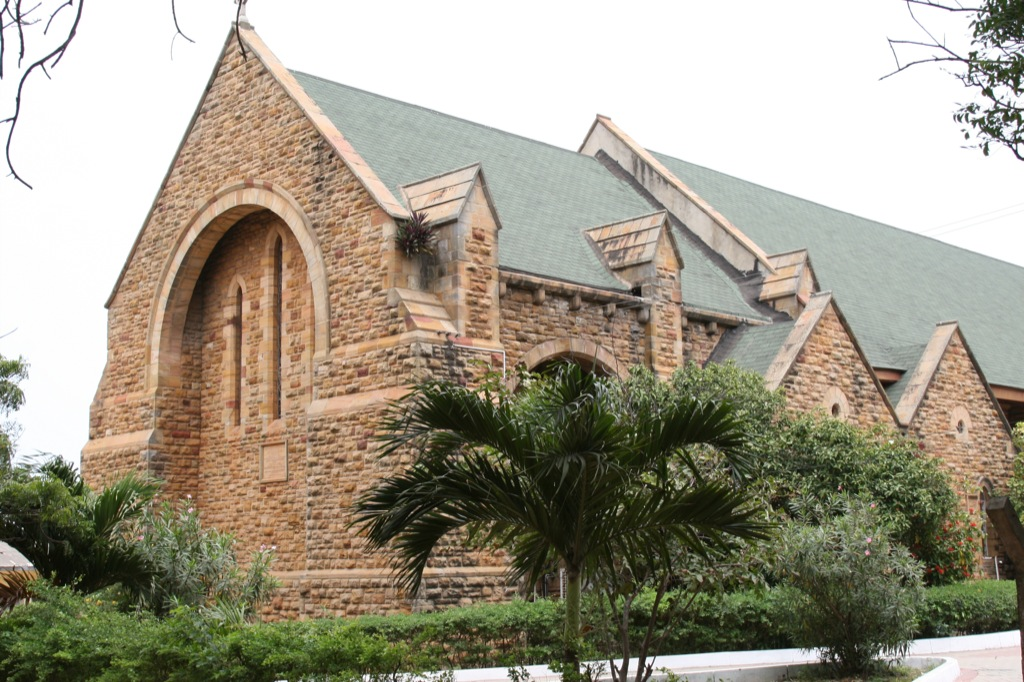
Die anglikanische Kathedrale der Heiligen Dreifaltigkeit in Accra, Ghana

Die Church of the Province of West Africa (zu Deutsch Kirche der Provinz Westafrika) ist eine Mitgliedskirche der Anglikanischen Gemeinschaft in Westafrika und wurde 1979 zu einer selbständigen anglikanischen Kirchenprovinz. An ihrer Spitze steht als Primas der Erzbischof von Westafrika.

## Gliederung
Die Provinz umfasst zwei Internal Provinces (zu Deutsch interne Provinzen; jeweils unter der Leitung eines Erzbischofs) in 8 Ländern, die aus 17 Diözesen bestehen (jeweils unter der Leitung eines Diözesanbischofs):
Internal Province of West Africa
| Diözese          | Staat                            | Bischof                         |
| ---------------- | -------------------------------- | ------------------------------- |
| Diözese Bo       | Sierra Leone, Bo                 | Samuel Sao Gbonda               |
| Diözese Freetown | Sierra Leone, Freetown           | Thomas Arnold Ikunika Wilson    |
| Diözese Gambia   | Gambia, Banjul Senegal Kap Verde | James Allen Yaw Odico           |
| Diözese Guinea   | Guinea, Conakry                  | Jacques Boston                  |
| Diözese Kamerun  | Kamerun, Douala                  | Thomas-Babyngton Elango Dibo    |
| Diözese Liberia  | Liberia, Monrovia                | Jonathan Bau-Bau Bonaparte Hart |

Internal Province of Ghana
| Diözese                 | Staat                   | Bischof                   |
| ----------------------- | ----------------------- | ------------------------- |
| Diözese Accra           | Ghana, Accra            | Justice Ofei Akrofi       |
| Diözese Asante Mampong  | Ghana, Mampong          | Cyril Kobina Ben-Smith    |
| Diözese Cape Coast      | Ghana, Cape Coast       | Daniel Allotey            |
| Diözese Dunkwa-on-Offin | Ghana, Dunkwa-on-Offin  | Edmund Dawson Ahmoah      |
| Diözese Ho              | Ghana, Ho               | Matthias Medadues-Badohu  |
| Diözese Koforidua       | Ghana, Koforidua        | Francis Quashie           |
| Diözese Kumasi          | Ghana, Kumasi           | Daniel Yinka Sarfo        |
| Diözese Sekondi         | Ghana, Sekondi-Takoradi | John Kwamina Otoo         |
| Diözese Sunyani         | Ghana, Sunyani          | Festus Yeboah-Asuamah     |
| Diözese Tamale          | Ghana, Tamale           | Emmanuel Anyindana Arongo |
| Diözese Wiawso          | Ghana, Wiawso           | Abraham Kobina Ackah      |

## Erzbischöfe

### Erzbischöfe (seit 1979 auch Primas) von Westafrika
- 1951–1955 Leslie Gordon Vining
- 1955–1961 James Lawrence Cecil Horstead (Bischof von Sierra Leone)
- 1961–1969 Cecil John Patterson
- 1969–1981 Moses Nathanael Christopher Omobiala Scott (Bischof von Sierra Leone)
- 1981–1982 Ishmael Samuel Mills Le-Marie (Bischof von Accra)
- 1982–1989 George Daniel Browne (Bischof von Liberia)
- 1993–2003 Robert Garshong Allotey Okine (Bischof von Koforidua-Ho)
- 2003–2012 Justice Ofei Akrofi (Bischof von Accra)
- 2012–2014 Solomon Tilewa Johnson (Bischof von Gambia)
- 2014–2019 Daniel Yinka Sarfo (Bischof von Kumasi)
- 2019–2022 Jonathan Bau-Bau Bonaparte Hart (Bischof von Liberia)
- seit 2022 Cyril Kobina Ben-Smith (Bischof von Asante Mampong)

### Erzbischöfe der Internal Province of West Africa
- 2012–2014 Solomon Tilewa Johnson (Bischof von Gambia)
- seit 2014 Jonathan Bau-Bau Bonaparte Hart (Bischof von Liberia)

### Erzbischöfe der Internal Province of Ghana
- seit 2012 Daniel Yinka Sarfo (Bischof von Kumasi)